# Васильєв Семен Митрофанович
Семен Митрофанович Васильєв (15 грудня 1917, Чернишевський наслег, Вілюйський улус — 11 вересня 1997) — машиніст екскаватора рудника «Мирний» тресту «Якуталмаз» Північно-Східного раднаргоспу, Якутська АРСР. Герой Соціалістичної Праці (1964).

## Біографія
Народився в 1917 році в сім'ї мисливця. З 1934 року працював в об'єднанні «Сбертрудкассы». З 1937 року — районний інспектор Оленьоцької райінспектури Управління Наргоспобліку Якутської АРСР. У 1940 році вступив у ВКП(б). У 1944 році переїхав до Якутська, де працював у місцевій пресі. У 1944-1946 роках брав участь у боях проти Японії на Далекому Сході.
З 1946 по 1960 року — власний кореспондент, завідувач відділу редакції газети «Кыым». Закінчив дворічні курси Вищої партійної школи в Новосибірську. Обирався першим секретарем Середньо-Колимського райкому партії.
З 1959 року проживав у місті Мирний. Після закінчення курсів машиністів екскаватора при комбінаті «Вахрушевуголь» в Свердловській області працював з 1961 року помічником машиніста екскаватора, машиністом екскаватора ЕКГ-4 тресту на кар'єрі трубки «Мир» тресту «Якуталмаз» в місті Мирний.
Брав участь у всесоюзному соціалістичному змаганні серед екскаваторників. Поряд з екскаваторниками Миколою Тітовим, Іваном Серебряковим і Василем Трофимовим, які працювали в тресті «Якуталмаз», став одним з рекордсменів союзного значення з навантаження гірничої маси на один кубометр ковша екскаватора в рік. У 1962 році виробив 700 тисяч кубічних метрів руди при запланованій річній нормі в 490 тисяч кубічних метрів. Указом Президії Верховної Ради СРСР від 24 січня 1964 року за видатні успіхи, досягнуті у створенні алмазодобувної промисловості удостоєний звання Героя Соціалістичної Праці з врученням ордена Леніна і золотої медалі «Серп і Молот».
З 1964 року — бригадир екскаваторників тресту «Якуталмаз».
Обирався делегатом XXIII з'їзду КПРС.
Помер у 1997 році. Похований на міському кладовищі Якутська.
Нагороди
- Орден Леніна
- Медаль «За перемогу над Японією»
- Почесний громадянин міста Мирний

Пам'ять
Його ім'ям названа Чернишевська середня школа Вілюйского району. У місті Мирний на будинку № 8 по вулиці Московській, де проживав Семен Васильєв, встановлено меморіальну дошку.